# ヴァスィリキーウ
ヴァスィリキーウ（ウクライナ語: Василькíв, 発音 [væsɪlkiv] ( 音声ファイル)）は、ウクライナ中北部キーウ州のオブーヒウ地区の市である。ステューフナ川に面し、ヴァスィリキーウ・フロマーダの行政中心地として制定されている。2020年7月のウクライナ最高議会の立法による地方自治体行政区画改革までは、地理的にはヴァスィリキーウ地区の中に位置しながらも、行政的には同地区には含まれない独立市であった。人口は2021年の推計で37,310人だった。

## 歴史
年代記における最初の言及は、988年、ウラジーミル1世がキーウ南方の遊牧民に対する要塞として建設した、という主旨の記述である。当時の名はヴァシリエフであり、それはウラジーミル1世の聖名・ヴァシリーにちなんで命名されたものだった。ヴァシリエフには木造りの教会が建てられ、ステューフナ川の水路を含む交通路でルーシとヨーロッパとをつないでいた。なお付近には大蛇の長城跡が見られる。1157年、ユーリー・ドルゴルーキーの子のヴァシリコ(ru)の統治下において、現在の名に改名された。1240年にはモンゴルのルーシ侵攻によって甚大な被害を被った。上記の教会はモンゴル軍によって破壊された。
1586年、マクデブルク法を採用した。1658年にはヴァスィリキーウ付近で、ロシア・ツァーリ国のヴォエヴォダであるユーリー・バリャティンスキー(ru)が、コンスタンティン（イヴァン・ヴィホーウシキーの弟）の軍に敗れている。
1796年、ヴァスィリキーウは市となった。1765年に、上記の破壊された教会の跡地にアントニー・フェオドシー大聖堂(ru)が、また1792年にはムィコラーイ教会(uk)が建設された。1826年には、帝政ロシアに対するチェルニーヒウ連隊の蜂起(ru)が起こった。
市の北端には飛行場(ヴァスィリキーウ空軍基地)があり、ソビエト連邦期には41機のMiG-25から成る戦闘機部隊が置かれていた。ウクライナの独立後は、キーウ南方の防衛のために10機のMiG-29から成る第40戦術航空旅団が駐屯している。また、市内にはパン製品のコンビナートがある。

## 出身者
- ヤコフ・ヴォルビヨーフ(ru)：(1885 - 1919)：ロシア革命期の革命家。